# 최재관
최재관(崔在寬, 1968년 12월 18일 ~)은 대한민국의 농부, 정치인이며, 문재인 정부 시절 대통령비서실 농어업비서관, 농해수비서관을 지냈고, 현재 더불어민주당 경기도당 여주시·양평군 지역위원장을 역임하고 있다.

## 학력
- 학성고등학교 졸업
- 서울대학교 농과대학 농생물학 학사

## 경력
- 희망먹거리네트워크 농촌농업위원장
- 더불어민주당 농어민위원회 정책위원장
- 사단법인 자치와협동 대표
- 농업미래포럼 대표
- 대통령비서실 농어업비서관
- 대통령비서실 농해수비서관
- 더불어민주당 경기도당 여주시·양평군 지역위원회 위원장
- 더불어민주당 교육특별위원회 부위원장

## 역대 선거 결과
|  | 40.17% |

|  | 46.41% |